# Frederik Casparus Wieder
Frederik Casparus Wieder (Mijnsheerenland, 23 november 1874 - Noordwijk, 7 januari 1943) was een cartograaf, historicus en bibliothecaris. Hij specialiseerde zich in de cartografische geschiedenis van de Nederlandse ontdekkingsreizen en koloniale expansie en heeft veel bijgedragen aan de kennis van de Nederlandse cartografie in de 16e en 17e eeuw. 

## Loopbaan
Wieder studeerde Nederlands aan de Gemeente Universiteit in Amsterdam. Hij promoveerde op 15 juni 1900 cum laude met een proefschrift over de Schriftuurlijke Liedekens, de liederen van de Nederlands Hervormden tot 1566. De interesse van Wieder in de oude cartografie ontstond tijdens zijn werk bij het antiquariaat en veilinghuis Frederik Muller & Co. in Amsterdam (1902-1912). De tien jaar die hij daar werkte waren cruciaal voor zijn wetenschappelijke carrière. Zijn bijdrage aan de wetenschap van de oude cartografie bestond toen nog enkel uit het samenstellen van catalogi.
Wieder begon met het publiceren over cartografie toen hij in 1911 lid werd van het Nederlands Aardrijkskundig Genootschap. Hij koos ervoor om zijn onderzoeksmethode voor cartografische gegevens te baseren op reeds bestaande documenten, in plaats van op onzekere hypotheses. 
In 1912 kwam Wieder in contact met de Amerikaan Isaac Newton Phelps Stokes die voor een historisch-topografisch werk van New York en omgeving advies vroeg over oud cartografisch materiaal. Veel oude kaarten van Nieuw Amsterdam waren aanwezig in Nederland, maar het bleek nodig om ook elders, vooral in Spaanse archieven en collecties, onderzoek te doen. Door subsidies van het Aardrijkskundig Genootschap was hij in staat tussen 1914 en 1940 onderzoek te doen in Spanje, Italië, Engeland, Duitsland en Frankrijk waar hij in archieven, maar ook bij handelaars en particulieren, belangrijk historisch materiaal wist op te sporen en soms ook kon verwerven. Het resultaat was een rijke oogst van nog onbekend materiaal van kaarten en globes. Het tweede deel van de zesdelige uitgave The Iconography of Manhattan Island van Stokes was voornamelijk het werk van Wieder. Het omvatte een groot aantal reproducties van originele kaarten en kaartfragmenten. Wieder verkocht zijn aankopen uit het buitenland onder meer aan de Rotterdamse verzamelaar Willem Anton Engelbrecht.
In 1914 werd Wieder bestuurslid van de Linschoten-Vereeniging. In 1919 vervaardigde hij in opdracht van het Ministerie van Buitenlandse Zaken The Dutch Discovery and Mapping of Spitsbergen (1596-1829), een omvangrijk werk over de ontdekking en cartografie van Spitsbergen door de Nederlanders. Voor de Linschoten-Vereeniging publiceerde hij drie delen (1923-1925) over De Reis van Mahu en De Cordes door de Straat van Magalhaes naar Zuid-Amerika en Japan, 1598-1600, waarvoor hij met hulp van Jan Willem IJzerman veel tijd en moeite had gestoken in het verwerken van bronnen. Wieder gebruikte de kennis en het materiaal, dat hij bij de samenstelling van 'The Iconography of Manhattan Island' van Stokes vergaarde, om zijn goed gedocumenteerde werk over De Stichting van New-York in Juli 1625 te schrijven, dat in 1925 verscheen.
In de jaren 1925 en daarna werkte Wieder aan enkele grote publicaties. De eerste was de Monumenta Cartographica, vijf mappen in zeer groot formaat met reproducties van kaarten en landschapsafbeeldingen, vergezeld van uitvoerige beschrijvingen in tekst. Dit materiaal was het resultaat van jarenlange nasporingen in archieven en verzamelingen in verschillende landen. De drie belangrijkste onderdelen waren de platen van de atlas van Johannes Vingboons, de Wereldkaart van Johannes Blaeu en de Geheime Atlas van de Oost-Indische Compagnie. De tweede publicatie was het door de Egyptische Yūsuf Kamāl voorgenomen werk Monumenta Cartographica Africae et Egypti, dat al het cartografische materiaal over Afrika en Egypte vanaf de vroegste tijden moest bevatten. De eerste vier delen werden door Wieder geredigeerd. Het werk was van grote cultuurhistorische waarde. Het werd echter niet voltooid. Tasman's kaart van zijn Australische ontdekkingen, 1644 was het laatste grote werk van Wieder. Deze kaart, die via het antiquariaat van Frederik Muller in de collectie van Roland Bonaparte terecht was gekomen, werd door Wieder in zijn laatste publicatie (1942) opnieuw geïntroduceerd in de wetenschappelijke wereld.

## Wetenswaardigheden
- Van 1912 tot 1938 was Wieder bibliothecaris bij drie universitaire bibliotheken: vanaf 1912 in Amsterdam, vanaf  1917 in Wageningen en van 1924 tot 1938 in Leiden.
- Hij werd in 1928 onderscheiden met de Prix Conrad Malte-Brun, toegekend door de Société de Géographie te Parijs.
- Op Spitsbergen is een berg en een gletsjer naar hem vernoemd, respectievelijk de Wiederfjellet en de Wiederbreen.
- Zijn aantekeningen over cartografie en zijn collectie overdrukken bevinden zich in de collectie van het Maritiem Museum Rotterdam.[7]
- Zijn zoon Frederik Wieder was jaren (adjunct-)directeur bij de uitgeverij Koninklijke Brill NV.